# Tab (bebida)
Tab (estilizado como TaB) fue un refresco de cola bajo en calorías, producido por Coca-Cola y lanzado al mercado estadounidense en 1963. La bebida utilizaba ciclamato como edulcorante, reemplazado en 1969 por la sacarina. El lanzamiento mundial de Coca-Cola Light en los años 1980 redujo sus ventas, pero Coca-Cola mantuvo la producción hasta su retirada definitiva en diciembre de 2020.

## Historia
Coca-Cola lanzó Tab como su primer refresco «bajo en calorías». La empresa se había inspirado en el éxito comercial de un producto similar, Diet Rite Cola, que había salido a la venta en 1958 como la primera bebida de cola «sin azúcar» del mercado, si bien ya existían refrescos bajos en azúcar desde comienzos de siglo XX.
Los directivos de Coca-Cola apostaron por una marca distinta para que la enseña principal no se viera afectada, así que elaboraron una lista de nombres monosílabos. La elección final, «Tab», permitía un juego de palabras con la expresión inglesa «keep tabs», que en español puede traducirse como «controlar el peso».
Cuando salió a la venta en Estados Unidos en 1963, Tab adaptaba la fórmula de la Coca-Cola para utilizar ciclamato como edulcorante, por lo que aseguraba tener solo «dos calorías por botella». En 1969 la Administración de Medicamentos y Alimentos prohibió el ciclamato por su riesgo cancerígeno, así que Coca-Cola tuvo que reemplazarlo por sacarina. La buena acogida de la marca en los años 1970 motivó el lanzamiento de nuevos sabores, todos ellos con la misma fórmula endulzante, y una apuesta por el mercado internacional.
En 1982, Tab se vio desplazada a nivel mundial por una nueva línea de producto, Diet Coke, que utilizaba una fórmula propia y competía directamente con su rival Diet Pepsi. En 2013 tan solo se vendieron tres millones de bebidas Tab en Estados Unidos, frente a los más de 885 millones de Coca-Cola Light. No obstante, Coca-Cola mantuvo la marca porque era considerada un fenómeno de culto. Al final se anunció su retirada definitiva del mercado en diciembre de 2020, dentro de una reducción de costos por la pandemia de COVID-19.